# Alf-Inge Håland
Alf-Inge Håland (Bryne, 23 de noviembre de 1972) es un exfutbolista noruego que jugaba de defensa. Fue internacional con la selección de Noruega en 34 ocasiones. Es el padre del también futbolista Erling Haaland.

## Trayectoria
Håland se formó en el Bryne FK, donde debutó con 18 años. Tres años más tarde, poco después de la marcha del histórico entrenador Brian Clough, firmó por el Nottingham Forest.
Tras el descenso del club red, firmó por el Leeds United en julio de 1997. Con el club inglés se clasificó para la Liga de Campeones, tras lograr el tercer puesto en la Premier League 1999-00. En junio del año 2000, el Manchester City pagó dos millones de libras por el traspaso del noruego.
Se vio obligado a retirarse en el año 2003 después de no recuperarse de una serie de lesiones en su rodilla izquierda, aunque en 2011 tuvo un breve regreso a los terrenos de juego con el Rosseland de la 3.División.

## Polémica con Roy Keane
El 27 de septiembre de 1997, en un encuentro frente al Manchester United, Roy Keane cayó lesionado de gravedad en un acción fortuita con el defensa noruego. Alf-Inge se acercó al centrocampista irlandés y le dijo de manera grotesca que se levantara. Roy Keane se perdió el resto de la temporada por una lesión de rodilla. Cuatro años más tarde, el 21 de abril de 2001, cuando Alf-Inge ya era jugador del Manchester City fue lesionado de gravedad en la rodilla por Keane en una fuerte falta en la cual Keane fue expulsado del partido lógicamente. Sin embargo, en contra de lo públicamente difundido, su retirada se produjo dos años después de este incidente (de hecho, pudo acabar sin problemas el partido en el que tuvo lugar), y se debió a problemas en la rodilla contraria a la que sufrió la entrada de Roy Keane.

## Selección nacional
Alf-Inge debutó con la selección de Noruega en un amistoso frente a Costa Rica en enero de 1994, siendo convocado posteriormente para el Mundial de 1994, en el que disputó dos encuentros. El 25 de abril de 2001, cuatro días después de la entrada de Roy Keane, jugó contra Bulgaria su último partido como internacional.

## Clubes
| Club              | País       | Año       |
| ----------------- | ---------- | --------- |
| Nottingham Forest | Inglaterra | 1994-1997 |
| Leeds             | Inglaterra | 1997-2000 |
| Manchester City   | Inglaterra | 2000-2003 |